# Västkustsallad

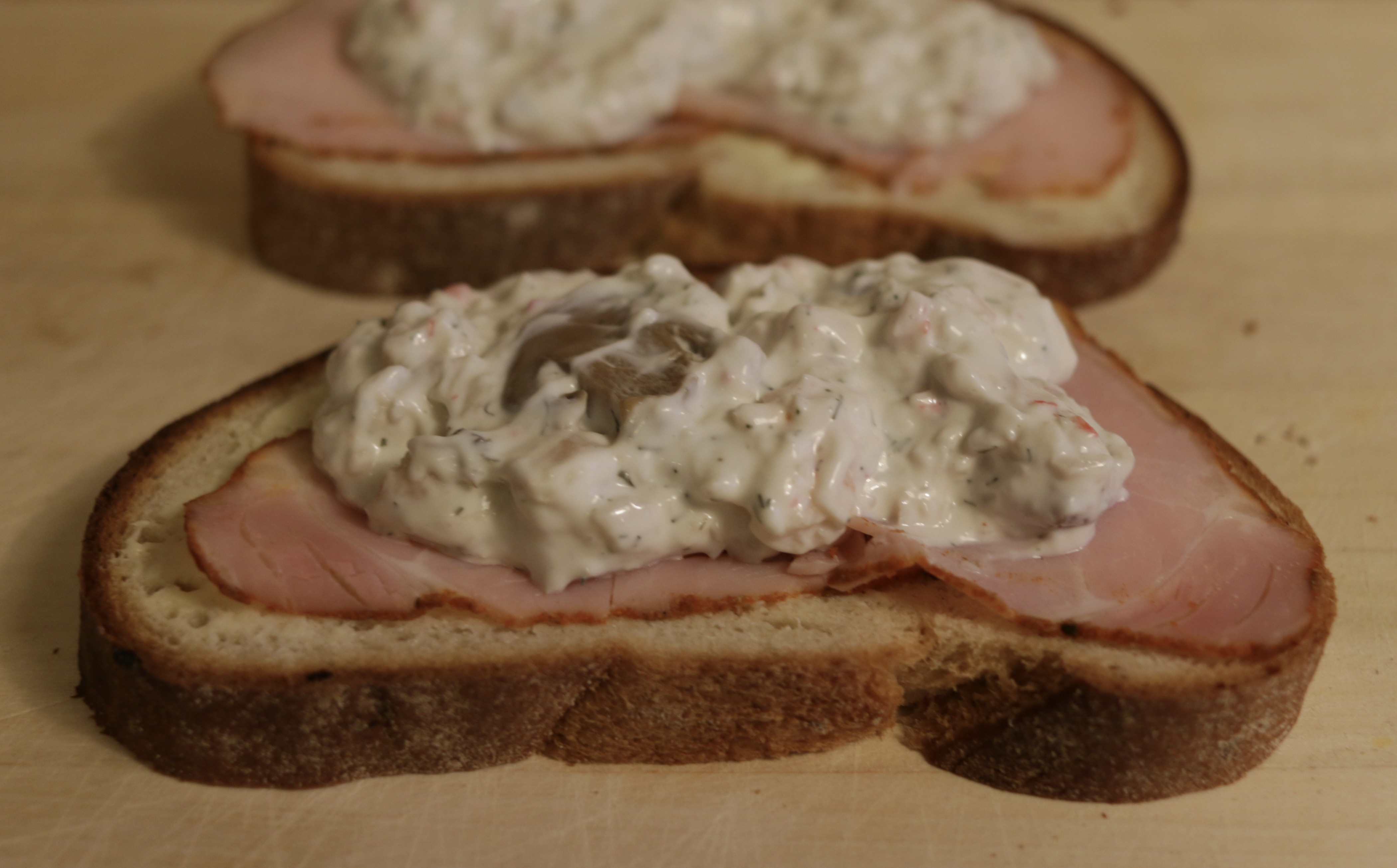
Smörgås med västkustsallad

Västkustsallad är en maträtt bestående av skaldjur, champinjoner, sparris och ibland ärtor, samt gräddfil och majonnäs. De skaldjur som ingår kan variera; vanligt är musslor och räkor, men även hummerkött kan ingå i mer påkostade varianter.